# Amel Tuka
Amel Tuka (Kakanj, Yugoslavia, 9 de enero de 1991) es un deportista bosnio que compite en atletismo, especialista en las carreras de mediofondo.
Ganó dos medallas en el Campeonato Mundial de Atletismo, plata en 2019 y bronce en 2015, ambas en los 800 m.
Participó en dos Juegos Olímpicos de Verano, en los años 2016 y 2020, ocupando el sexto lugar en Tokio 2020, en la prueba de 800 m.

## Palmarés internacional
| Campeonato Mundial | Campeonato Mundial | Campeonato Mundial | Campeonato Mundial |
| Año                | Lugar              | Medalla            | Prueba             |
| ------------------ | ------------------ | ------------------ | ------------------ |
| 2015               | Pekín (China)      | Medalla de bronce  | 800 m              |
| 2019               | Doha (Catar)       | Medalla de plata   | 800 m              |